# Дельфы (дим)
Де́льфы (греч. Δήμος Δελφών) — община (дим) в Греции. Входит в периферийную единицу Фокиду в периферии Центральной Греции. Население 26 716 жителей по переписи 2011 года. Площадь 1121,671 квадратного километра. Плотность 23,82 человека на квадратный километр. Административный центр — Амфиса, исторический центр — Дельфы. Димархом на местных выборах 2014 года избран Атанасиос Панайотопулос (Αθανάσιος Παναγιωτοπουλος).
В 2011 году по программе «Калликратис» к общине Дельфам присоединены упразднённые общины Амфиса, Галаксидион, Гравья, Десфина, Итея, Калион и Парнас.

## География
Территория муниципалитета простирается от западных склонов Парнаса до Гьоны, между этими двумя возвышающимися горами лежит Амфиса. Муниципалитет имеет выход к морю в Коринфском заливе. Жители традиционно занимаются сельским хозяйством, в частности выращиванием оливок и животноводством преимущественно в горах. Из недр земли добывают бокситы, также развиты лесозаготовки.

## Антропография
Регион делится на два культурных типа — морской и горный. Для горных деревень характерен «тяжелый дорический диалект» в наречии в бывших муниципалитетах Гравья, Калион и Парнас. Источником по культурной антропологии и этнологии этого района являются так называемая Галаксидская хроника (греч. Χρονικό του Γαλαξειδίου).

## Административное деление

Административное деление общины:
1 — Амфиса
2 — по часовой стрелке: Калион, Гравья, Парнас, Дельфы, Десфина, Итея, Галаксидион

Община (дим) Дельфы делится на восемь общинных единиц.